# Nilton Baiano
Nilton Gomes de Oliveira (Itabuna, 12 de julho de 1941), conhecido como Nilton Baiano, é um médico e político residente no Espírito Santo. Foi deputado federal por quatro mandatos consecutivos e Deputado estadual por menos de um ano, em 2014.

## Biografia
Filho de José Oliveira Freitas e Ester Gomes Oliveira, mudou-se cedo para o Espírito Santo. Formou-se em medicina pela Ufes. Na década de 1970, participou da reabertura do Sindicato dos Médicos do Espírito Santo, fechado pela ditadura. Foi superintendente do extinto Instituto Nacional do Seguro Social, e no governo de Max Freitas Mauro (1986-1990), tornou-se secretário estadual de saúde. Cargo que também ocupou pelo município de Cariacica e no governo de José Ignácio Ferreira, entre 6 de março de 2001 e 5 de abril de 2002.
Em 1991, elegeu-se Deputado federal pelo PMDB, sendo sucessivamente reeleito por mais três mandatos. Em 1995 se aproxima de Paulo Maluf, migrando para o antigo Partido Progressista Brasileiro, hoje Progressistas, do qual ainda faz parte.
Fracassou ao tentar se eleger prefeito de Vitória em 2000 e 2004. Tentou um quinto mandato à Câmara dos Deputados, em 2006, mas acabou não se reelegendo. Quatro anos depois, tentou se eleger Deputado estadual, ficando na suplência. Assumiu uma cadeira por três oportunidades pela mesma legislatura. A última posse, definitiva, proporcionou-lhe exercer um mandato de apenas seis meses.
Após desgaste judicial, pois teve seu mandato momentaneamente cassado e seus direitos políticos suspensos por oito anos, conseguiu ser inocentado. Todavia, acabou desistindo de concorrer a novo mandato na Assembleia Legislativa do Espírito Santo, nas eleições de 2014.
Durante sua trajetória pública, teve seu nome ligado a denúncias envolvendo seu correligionário Paulo Maluf, mas acabou inocentado pelo próprio partido, em 2005.